# Municipalita Lagodechi
Municipalita Lagodechi (gruzínsky ლაგოდეხის მუნიციპალიტეტი, Lagodechis municipaliteti) je územně-správní celek 2. úrovně (gruz: municipaliteti) v Gruzii, v kraji Kachetie.

## Poloha
Na východě okres sousedí s Ázerbájdžánem, na severu s Ruskem (Autonomní republika Dagestán). Na západě sousedí s okresem Kvareli a na jihu s okresy Signagi a Gudžaani.

## Obyvatelstvo
Etnické složení obyvatelstva (2014)
| Gruzíni | 71,49 % |
| Azerové | 23,04 % |
| Oseti   | 2,38 %  |
| Rusové  | 1,76 %  |
| Arméni  | 0,84 %  |

## Pozoruhodnosti
- Přísná přírodní rezervace Lagodechi